# Mailley-et-Chazelot
Mailley-et-Chazelot est une commune française située dans le département de la Haute-Saône, en région Bourgogne-Franche-Comté.

## Géographie

### Communes limitrophes
| Rosey Neuvelle-lès-la-Charité | Baignes             | Velleguindry-et-Levrecey |
| Grandvelle-et-le-Perrenot     | Mailley-et-Chazelot | Le Magnoray              |
| Maizières, Fondremand         | Hyet                | Pennesières              |

### Transport
La commune est traversée par la D 474 la reliant à Gray et à Gy.

### Climat
Pour des articles plus généraux, voir Climat de la Bourgogne-Franche-Comté et Climat de la Haute-Saône.
En 2010, le climat de la commune est de type climat de montagne, selon une étude du Centre national de la recherche scientifique s'appuyant sur une série de données couvrant la période 1971-2000. En 2020, Météo-France publie une typologie des climats de la France métropolitaine dans laquelle la commune est exposée à un climat semi-continental et est dans la région climatique  Lorraine, plateau de Langres, Morvan, caractérisée par un hiver rude (1,5 °C), des vents modérés et des brouillards fréquents en automne et hiver. 
Pour la période 1971-2000, la température annuelle moyenne est de 9,8 °C, avec une amplitude thermique annuelle de 17 °C. Le cumul annuel moyen de précipitations est de 1 106 mm, avec 12,6 jours de précipitations en janvier et 9,9 jours en juillet. Pour la période 1991-2020, la température moyenne annuelle observée sur la station météorologique de Météo-France la plus proche, « Vesoul Ville », sur la commune de Vesoul à 12 km à vol d'oiseau, est de 11,5 °C et le cumul annuel moyen de précipitations est de 1 007,7 mm. 
La température maximale relevée sur cette station est de 40,5 °C, atteinte le 25 juillet 2019 ; la température minimale est de −22,2 °C, atteinte le 16 janvier 1966,,. 
Les paramètres climatiques de la commune ont été estimés pour le milieu du siècle (2041-2070) selon différents scénarios d'émission de gaz à effet de serre à partir des nouvelles projections climatiques de référence DRIAS-2020. Ils sont consultables sur un site dédié publié par Météo-France en novembre 2022.

## Urbanisme

### Typologie
Au 1er janvier 2024, Mailley-et-Chazelot est catégorisée commune rurale à habitat dispersé, selon la nouvelle grille communale de densité à sept niveaux définie par l'Insee en 2022.
Elle est située hors unité urbaine. Par ailleurs la commune fait partie de l'aire d'attraction de Vesoul, dont elle est une commune de la couronne,. Cette aire, qui regroupe 158 communes, est catégorisée dans les aires de 50 000 à moins de 200 000 habitants,.

### Occupation des sols
L'occupation des sols de la commune, telle qu'elle ressort de la base de données européenne d’occupation biophysique des sols Corine Land Cover (CLC), est marquée par l'importance des forêts et milieux semi-naturels (59,3 % en 2018), en augmentation par rapport à 1990 (57,2 %). La répartition détaillée en 2018 est la suivante : 
forêts (59,3 %), zones agricoles hétérogènes (16,4 %), prairies (11,6 %), terres arables (11,3 %), zones urbanisées (1,3 %). L'évolution de l’occupation des sols de la commune et de ses infrastructures peut être observée sur les différentes représentations cartographiques du territoire : la carte de Cassini (XVIIIe siècle), la carte d'état-major (1820-1866) et les cartes ou photos aériennes de l'IGN pour la période actuelle (1950 à aujourd'hui).

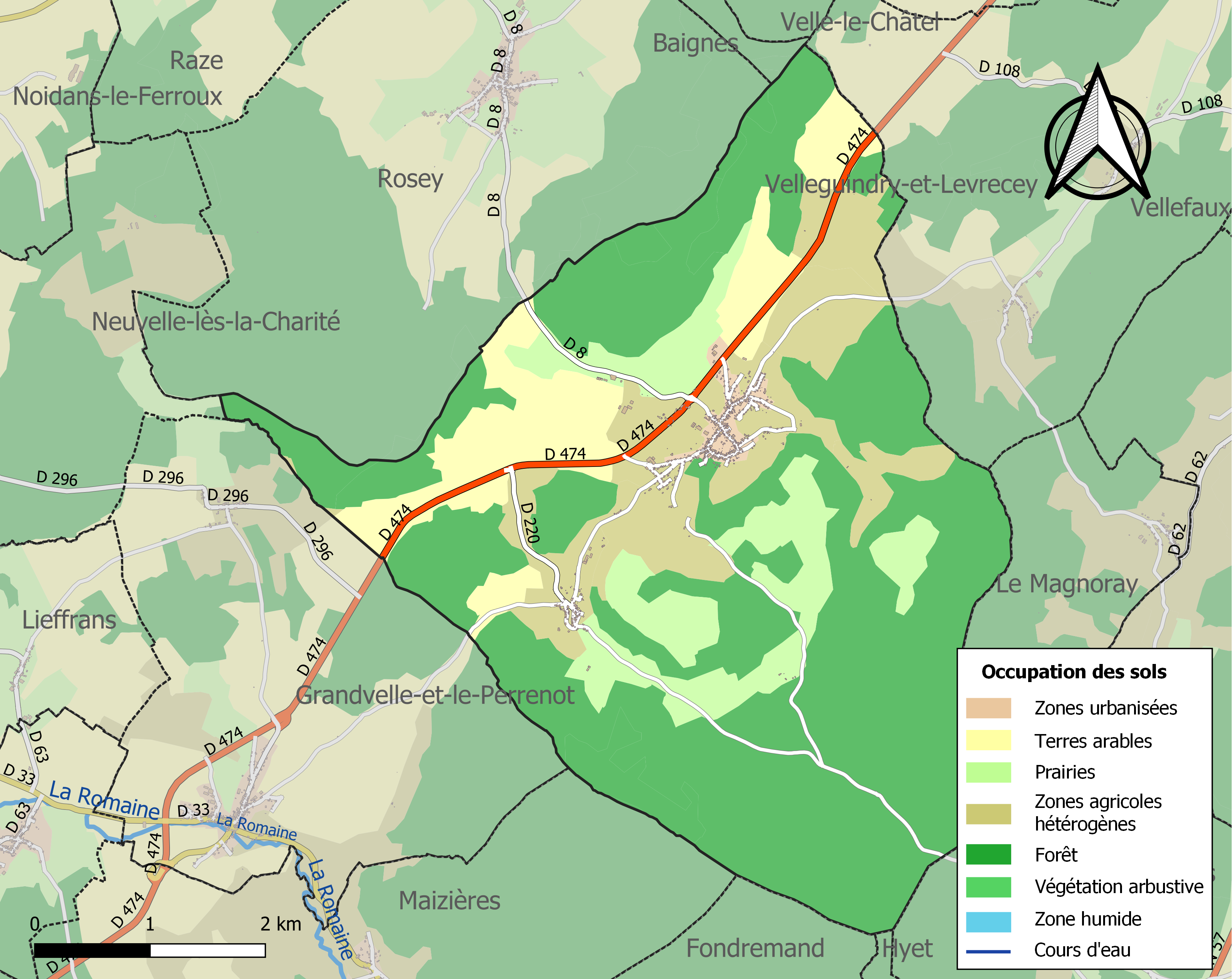
Carte des infrastructures et de l'occupation des sols de la commune en 2018 (CLC).

## Histoire
Mailley était le domaine des abbés de Saint-Pierre et Saint-Paul de Luxeuil au XIe siècle et a donné son nom à une famille noble qui s'est éteinte vers 1414 avec Estienne de Mailley.
L'église a été reconstruite en 1770 ; la mairie-école date de 1838.
Chazelot, qui comptait alors 174 habitants, a été réuni à Mailley en 1808, qui prend alors sa dénomination actuelle de Mailley-et-Chazelot.

## Politique et administration

### Rattachements administratifs et électoraux
La commune fait partie de l'arrondissement de Vesoul du département de la Haute-Saône, en région Bourgogne-Franche-Comté. Pour l'élection des députés, elle dépend de la première circonscription de la Haute-Saône.
Elle fait partie depuis 1801 du canton de Scey-sur-Saône-et-Saint-Albin. Dans le cadre du redécoupage cantonal de 2014 en France, le territoire de ce canton s'est étendu de  17 à 46 communes.

### Intercommunalité
La commune est membre de la Communauté de communes des Combes, créée le 31 décembre 1994.

### Liste des maires
| Période                                  | Période                       | Identité        | Étiquette | Qualité |
| ---------------------------------------- | ----------------------------- | --------------- | --------- | --- |
| Les données manquantes sont à compléter. |                               |                 |           | |
| juin 1995                                | mars 2008                     | René Bret       |           | Professeur à la retraite                                                                                            |
| mars 2008                                | 2014                          | Bernard Tonnot  |           | Agriculteur |
| mars 2014                                | En cours (au 2 décembre 2020) | Bertrand Rézard |           | Cadre retraité de l'industrie fromagère Vice-président de la CC des Combes (2014 → ) Réélu pour le mandat 2020-2026 |

## Population et société

### Démographie
L'évolution du nombre d'habitants est connue à travers les recensements de la population effectués dans la commune depuis 1793. Pour les communes de moins de 10 000 habitants, une enquête de recensement portant sur toute la population est réalisée tous les cinq ans, les populations de référence des années intermédiaires étant quant à elles estimées par interpolation ou extrapolation. Pour la commune, le premier recensement exhaustif entrant dans le cadre du nouveau dispositif a été réalisé en 2006.

En 2022, la commune comptait 613 habitants, en évolution de −5,55 % par rapport à 2016 (Haute-Saône : −1,4 %, France hors Mayotte : +2,11 %).
| 1793 | 1800 | 1806 | 1821 | 1831  | 1836 | 1841  | 1846  | 1851  |
| ---- | ---- | ---- | ---- | ----- | ---- | ----- | ----- | ----- |
| 779  | 737  | 723  | 823  | 1 003 | 986  | 1 005 | 1 023 | 1 059 |

| 1856 | 1861 | 1866 | 1872 | 1876 | 1881 | 1886 | 1891 | 1896 |
| ---- | ---- | ---- | ---- | ---- | ---- | ---- | ---- | ---- |
| 966  | 961  | 963  | 841  | 795  | 720  | 712  | 681  | 596  |

| 1901 | 1906 | 1911 | 1921 | 1926 | 1931 | 1936 | 1946 | 1954 |
| ---- | ---- | ---- | ---- | ---- | ---- | ---- | ---- | ---- |
| 516  | 541  | 552  | 492  | 436  | 397  | 376  | 378  | 364  |

| 1962 | 1968 | 1975 | 1982 | 1990 | 1999 | 2006 | 2011 | 2016 |
| ---- | ---- | ---- | ---- | ---- | ---- | ---- | ---- | ---- |
| 369  | 359  | 389  | 428  | 505  | 561  | 571  | 618  | 649  |

| 2021 | 2022 | - | - | - | - | - | - | - |
| ---- | ---- | - | - | - | - | - | - | - |
| 623  | 613  | - | - | - | - | - | - | - |

La commune a compté jusqu'à 1 005 habitants en 1841, avant de voir sa population décroître peu à peu jusqu'en 1968, puis être à nouveau en croissance depuis lors.

### Enseignement
La commune avait la particularité d'être depuis 1995 celle où les écoliers entamaient leur année scolaire 15 jours avant tous les autres enfants, ce que la suppression de la classe du samedi matin a fait disparaître.

### Manifestations culturelles et festivités
Le festival de musique Cha’Maille (dont le nom est dérivé du  nom du village et de son hameau) a été créé en 2016 sur l'initiative de l’office municipal des sports et de la culture du village et d’un groupe de bénévoles.

## Économie
Mailley est un village rural dont une grande partie de la population pratique l'agriculture.
Une carrière produit du sable et des gravillons concassés calcaires.
Un luthier s'y est installé en 2014.

## Culture locale et patrimoine

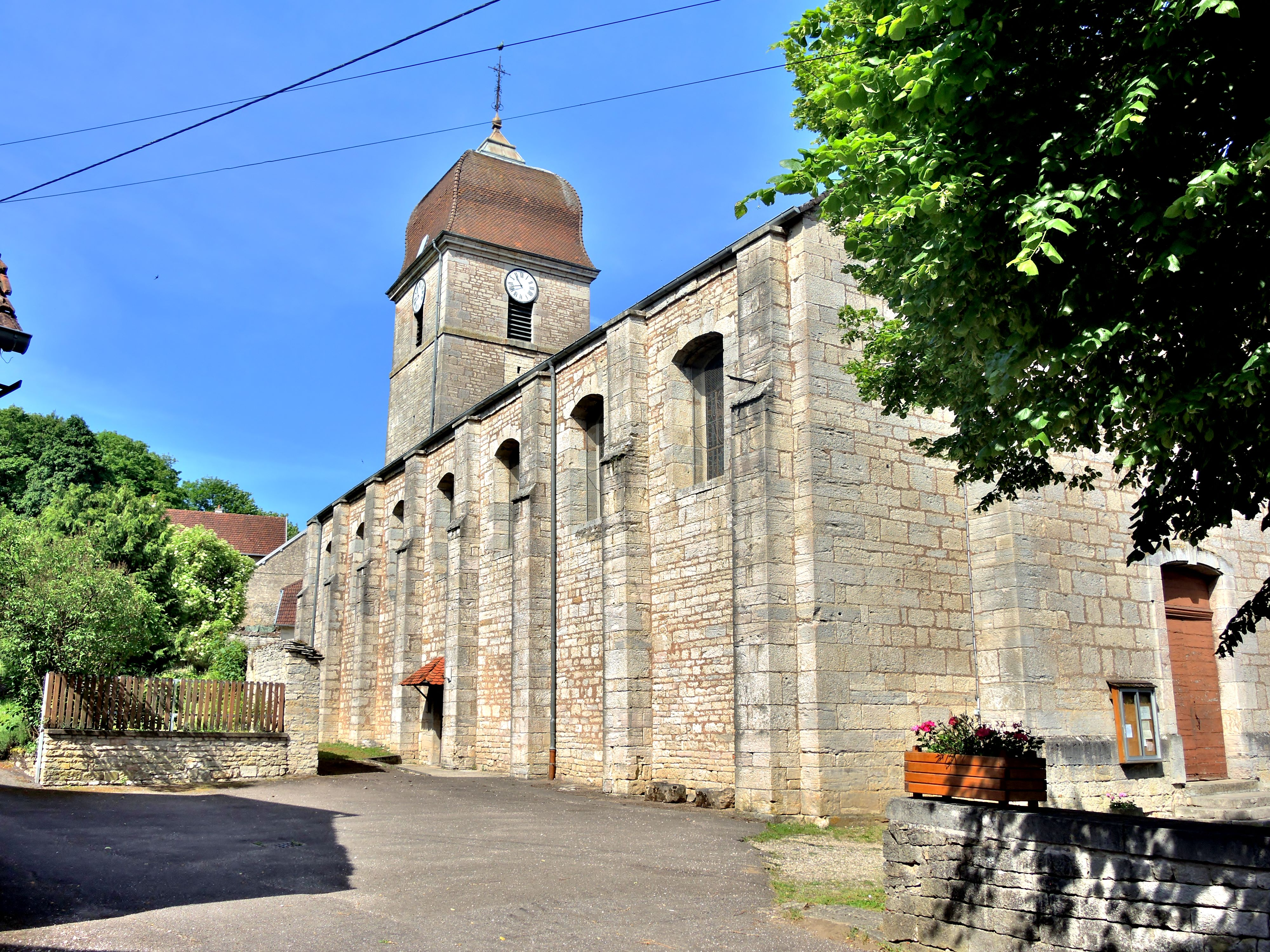
Eglise Saint Nicet

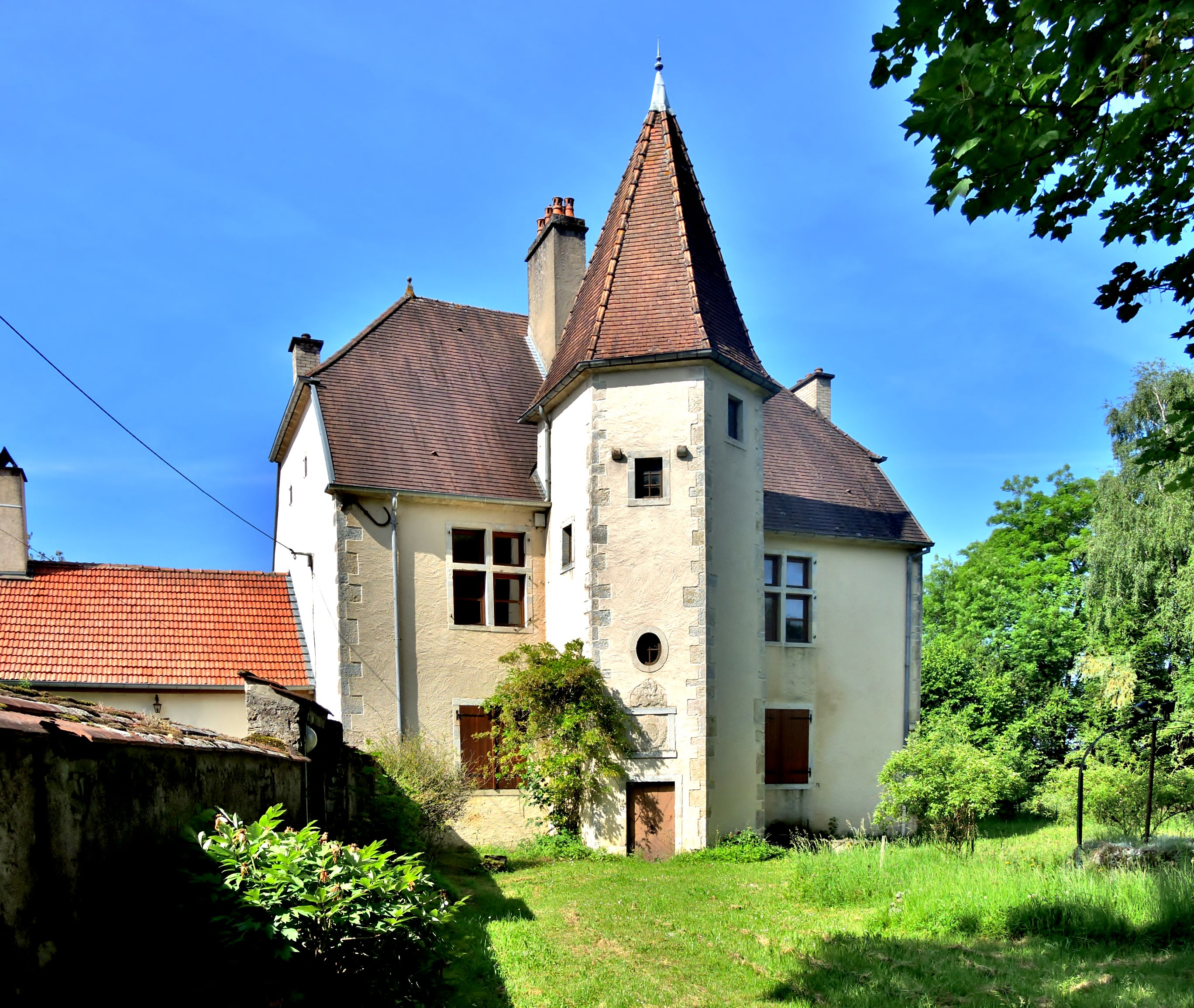
Le petit château d'En-Bas

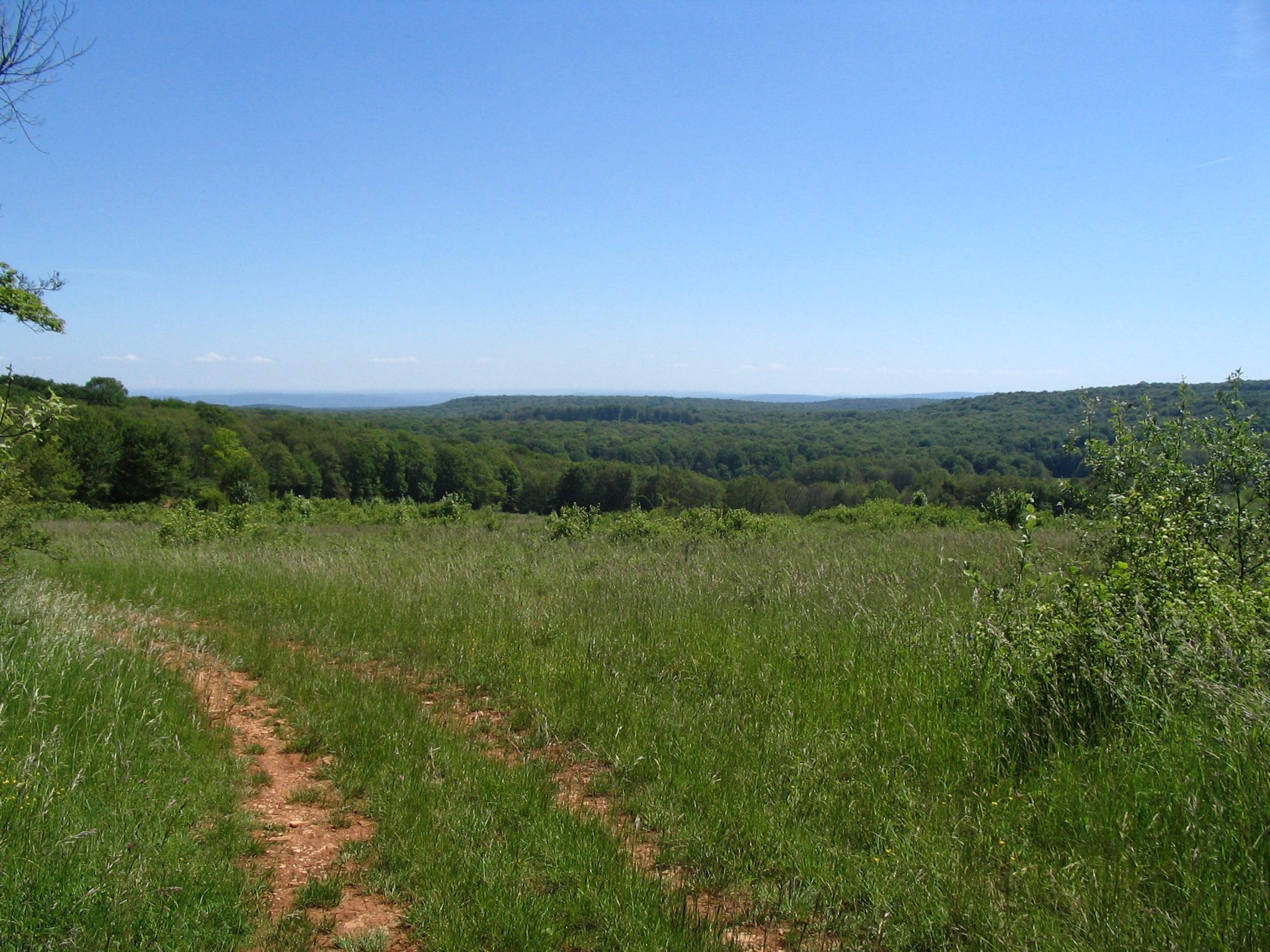
Le sentier de la croix de la Roche.}

### Lieux et monuments
- Église Saint Nicet
- Circuit de la croix de la Roche au départ de la mairie, qui permet de découvrir un milieu naturel fragile, les pelouses sèches, et d'observer deux points de vue vers le val de Saône et les Alpes.

### Personnalités liées à Mailley et Chazelot
- François-Eugène Burney, né le 18 janvier 1845 à Mailley-et-Chazelot (Haute-Saône) et mort le 21 avril 1907 à Paris est un graveur et illustrateur français.

### Héraldique
| Blason de Mailley-et-Chazelot | Blason  | D’or à trois maillets de gueules; au chef d’argent chargé de l'inscription de sable « MAILLEY CHAZELOT » sur deux rangs. |
| Blason de Mailley-et-Chazelot | Détails | Le statut officiel du blason reste à déterminer.                                                                         |